# Trabazos
Trabazos is een gemeente in de Spaanse provincie Zamora in de regio Castilië en León met een oppervlakte van 93,15 km². Trabazos telt 967 inwoners (1 januari 2016).